# Коробов, Антон Сергеевич
Анто́н Серге́евич Ко́робов (укр. Антон Сергійович Коробов, род. 25 июня 1985, Междуреченск, Кемеровская область) — украинский шахматист, гроссмейстер (2003), четырёхкратный чемпион Украины по шахматам (2002, 2012, 2018, 2020). Чемпион Европы по блицу (2013), серебряный призёр Всемирных интеллектуальных игр в Пекине (2008) и 42-й шахматной олимпиады в Баку (2016), бронзовый призёр командного чемпионат мира в Анталии (2013), чемпион Европы (2021) в составе сборной команды Украины. В составе клубов «SOCAR» (Азербайджан) и «Глобус» (Россия) дважды выигрывал Кубок европейских клубов по шахматам. Коробов являлся тренером Анны Ушениной в победном для неё Чемпионате мира среди женщин 2012 и матче против Хоу Ифань (2013).
В Харькове занимался шахматами у Лидии Саханович (первый тренер) и Юрия Сахановича (1935—2015) в клубе «Пешка». Путевку в большие шахматы дал опытный тренер мм Александр Вайсман.
Выпускник факультета иностранных языков ХНУ имени В. Н. Каразина.

## Спортивные достижения
| Год  | Город    | Турнир                 | + | − | = | Результат      | Место |
| ---- | -------- | ---------------------- | - | - | - | -------------- | ----- |
| 2002 | Алушта   | 71-й чемпионат Украины |   |   |   | 7½ из 9        | 1     |
| 2004 | Харьков  | 73-й чемпионат Украины |   |   |   | Нокаут-система | 2     |
| 2010 | Москва   | Аэрофлот опен          | 5 | 1 | 3 | 6½ из 9        | 2     |
| 2012 | Киев     | 81-й чемпионат Украины | 5 | 0 | 6 | 8 из 11        | 1     |
| 2012 | Нью-Дели | AICF-AAI Cup           | 4 | 1 | 5 | 6½ из 10       | 1     |
| 2013 | Киев     | 82-й чемпионат Украины | 4 | 1 | 6 | 7 из 11        | 3     |
| 2014 | Львов    | 83-й чемпионат Украины | 3 | 1 | 7 | 6½ из 11       | 3     |
| 2016 | Ровно    | 85-й чемпионат Украины | 4 | 1 | 6 | 7 из 11        | 2     |
| 2018 | Киев     | 87-й чемпионат Украины | 4 | 2 | 3 | 5½ из 9        | 1     |

Победитель турниров: Линарес (2003), Мемориал Геллера (2007), Пардубице (2009, 2010), Абу-Даби (2010, 2018), Нахичевань (2011), Аэрофлот Опен (2012), Нью-Дели (2012), Джермук (2015), Пойковский (2015 и 2016), Люксембург (2017), Sunway Sitges (2019).
| Графики недоступны из-за технических проблем. См. информацию на Фабрикаторе и на mediawiki.org. |